# 7e régiment de tirailleurs sénégalais
Le 7e régiment de tirailleurs sénégalais (ou 7e RTS) était un régiment français, faisant partie des unités de l’armée coloniale.

## Création et différentes dénominations
- 1903 : création sous le nom de 4e régiment de tirailleurs coloniaux
- 1926 : renommé 7e régiment de tirailleurs sénégalais
- 2 septembre 1939 : devient régiment mobile de tirailleurs sénégalais
- 1er 1940 : redevient 7e régiment de tirailleurs sénégalais
- 1958 : Renommé

## Colonels/chef-de-brigade
- 1947-1949 : colonel Bazillon

## Historique des garnisons, combats et batailles du7eRTS

### Seconde Guerre mondiale
Fin 1944, le 7e RTS est cantonné à Dakar. Il participe à l’opération de répression de la manifestation du camp de Thiaroye.

## Insigne
« Un fort du Sénégal bistre à deux tours parlongues dont l’ouverture en trapèze laisse apparaître une carte de l’AOF d’argent, une mer bleue et cinq têtes contournées de Sénégalais coiffés de la chéchia rouge, flanquées de quatre baïonnettes d’or. Le fort brochant sur l’ancre de la coloniale d’or et portant en chef les signes 7e RTS »

## Personnalités ayant servi au régiment
- Jules Detouche (1908-1978), résistant français, Compagnon de la Libération.
- Maurice Ferrano (1909-1981), résistant français, Compagnon de la Libération.
- Yves Rolland (1909-1994), résistant français, Compagnon de la Libération.
- Pierre Moguez (1913-1982), résistant français, Compagnon de la Libération.